# Abu Nidal
Abu Nidal (arabisch أبو نضال, DMG Abū Niḍāl), eigentlicher Name Sabri Chalil al-Banna (صبري خليل البنا, DMG Ṣabrī Ḫalīl al-Bannā; * Mai 1937 in Jaffa; † 16. August 2002 in Bagdad), war ein palästinensischer Terrorist. 1974 gründete er die nach ihm benannte Abu-Nidal-Organisation, eine Abspaltung der PLO. Diese führte über 100 Anschläge in mehr als 20 Ländern aus.

## Frühe Jahre
Abu Nidal wurde im Mai 1937 am Hafen von Jaffa an der Küste Palästinas geboren, das damals unter britischer Herrschaft stand. Sein Vater Chalil war ein reicher Geschäftsmann, der sein Geld mit Orangenplantagen machte und seine elf Kinder in einem fünfstöckigen Haus am Strand großzog (heute in Verwendung als israelisches Militärgericht). Chalil verliebte sich in eines seiner Stubenmädchen, eine erst 16-jährige Alawitin und nahm sie entgegen dem Wunsch seiner Familie zu seiner Frau. Sie bekam sein zwölftes Kind, Sabri Chalil al-Banna.
Als der Palästinakrieg zwischen Arabern und Juden ausbrach, verlor seine Familie die Orangenplantagen, da Jaffa im Kriegsgebiet lag. Sie flohen ins Flüchtlingslager Bureidsch nach Gaza, wo sie ein Jahr in Zelten lebten. Danach gingen sie nach Nablus und dann nach Jordanien.
Abu Nidal verbrachte seine Teenagerjahre in Nablus in diversen Jobs. Mit 18 trat er der Baath-Partei bei, die jedoch 1957 verboten wurde. Als Drahtzieher eines fehlgeschlagenen Attentats auf König Hussein floh er nach Saudi-Arabien, wo er sich als Elektriker und Anstreicher niederließ und auch zeitweise im Labor für Aramco arbeitete.

## Politisches Leben
In Riad sammelte er eine kleine Gruppe junger Palästinenser, die sich „Palästina-Geheimorganisation“ nannte, und lernte seine Frau Hiyam Al-Bitar kennen, mit der er den Sohn Nidal und zwei Töchter, Badia und Bissam bekam. Als Israel 1967 den Sechstagekrieg gewann, wurde er angesichts der neuen diplomatischen Lage von den Saudis eingesperrt und gefoltert und schließlich aus dem Land vertrieben. Er zog nach Amman, Jordanien, um und gründete die Handelsfirma Impex, und trat Fatah, Jassir Arafats Partei innerhalb der PLO, bei. Impex wurde bald die Plattform für Tätigkeiten der Fatah und Abu Nidal wurde ein wohlhabender Mann, unter anderem als Geflügelexporteur nach Polen. Gleichzeitig diente die Firma als Deckmantel für seine politische Tätigkeit und seine Waffengeschäfte und Söldnertätigkeiten.
Impex diente als Treffpunkt für Fatahmitglieder und als deren Finanzkraft. Abu Nidal war in dieser Zeit als sauberer Geschäftsmann bekannt. Während des Schwarzen Septembers in Jordanien zwischen Fedajin und Truppen König Husseins blieb er zuhause, verließ nie sein Büro. Sein Talent für Organisation erkennend, ernannte Abu Ijad ihn 1968 zum Fatah-Repräsentanten in Khartum, Sudan, dann in Bagdad 1970, nur zwei Monate vor dem zweiten Attentat auf König Hussein.
Nidal war inoffizieller Mitarbeiter der DDR-Staatssicherheit.

## Abspaltung von der PLO
Kurz vor der PLO-Vertreibung aus Jordanien und während der drei folgenden Jahre begannen sich einige radikale palästinensische und andere arabische Parteien, wie George Habaschs PFLP, DFLP, Arabische Befreiungsfront, as-Sa'iqa und die Palästinensische Befreiungsfront, von der PLO abzuspalten und starteten ihre eigenen Terrorangriffe gegen israelische militärische und zivile Ziele.
Kurz nach der Vertreibung aus Jordanien fing Abu Nidal an Kritik an der PLO über „Stimme von Palästina“, die PLO-eigene Radiostation im Irak, zu übertragen und beschuldigte sie der Feigheit wegen der Zustimmung zu einer Waffenruhe mit König Hussein. Während des dritten Fatah-Kongresses in Damaskus 1971 trat Abu Nidal als Führer eines linksgerichteten Bündnisses gegen Arafat auf. Zusammen mit Abu Daoud (einer von Fatahs unbarmherzigsten Kommandanten, der später für die Planung der Geiselnahme von München verantwortlich war, bei der 11 israelische Athleten im Olympischen Dorf in München als Geiseln genommen und getötet wurden) und dem palästinensischen Intellektuellen Nadschi Allusch erklärte er Arafat zum Feind des palästinensischen Volkes und verlangte mehr Demokratie innerhalb der Fatah sowie Rache an König Hussein. Es war Abu Nidals letzter Kongress.

## Jahre in Libyen und weitere Attentate
1985 zog Abu Nidal nach Tripolis, wo er mit Gaddafi Freundschaft schloss, der bald sein Partner wurde. Am 15. April 1986 griffen US-Truppen in der Operation El Dorado Canyon von britischen Stützpunkten aus Tripolis und Bengasi an. Dutzende wurden getötet. Diese Aktion war die Vergeltung für ein Bombenattentat zehn Tage davor auf einen Berliner Nachtclub, der häufig von US-Soldaten besucht wurde. Nach Abu Nidals Tod berichtete Atef Abu Bakr, ein ehemaliges Mitglied der Fatah RC, gegenüber Journalisten, dass Gaddafi Abu Nidal gebeten hatte, gemeinsam mit seinem Geheimdienstchef, Abdullah al-Senussi, eine Serie von Racheattentaten gegen britische und US-Ziele zu planen.
Abu Nidal arrangierte die Entführung zweier Briten und eines Amerikaners, die später ermordet aufgefunden wurden. Danach schlug er Senussi vor, ein Flugzeug zu entführen oder zu sprengen. Am 5. September 1986 entführte ein Fatah RC-Team den Pan Am Flug 73 in Karatschi, 22 Passagiere wurden getötet, etliche verwundet. Im August 1987 ließ er eine Bombe auf einen Flug von Belgrad einer unbekannten Fluggesellschaft schmuggeln, die allerdings nicht explodierte. Verärgert über dessen Versagen befahl Senussi Abu Nidal, eine Bombe zu bauen, die von einem libyschen Agenten an Bord des PanAm Fluges 103 nach New York gebracht wurde. Am 21. Dezember 1988 explodierte das Flugzeug über Lockerbie in Schottland. 259 Menschen an Bord und 11 am Boden wurden getötet.
2000 verurteilte ein schottisches Gericht Abdel Basset Ali al-Megrahi, den ehemaligen Sicherheitschef der Libyan Arab Airlines, für seine Rolle beim Attentat. Er hatte den Koffer in Malta so beschriftet, dass er an Bord der Maschine gelangen würde. Die Beteiligung Abu Nidals wurde niemals bestätigt.

## Tod
Nach dem Bruch mit Gaddafi, der bemüht war, den Kontakt mit den Vereinigten Staaten und dem Vereinigten Königreich wiederherzustellen und sich vom Terror zu distanzieren, ließ sich Abu Nidal 1999 im Irak nieder. Die irakische Regierung meinte zwar, er sei mit einem gefälschten Pass eingereist, aber ab 2001 lebte er dort offiziell, obwohl er in Abwesenheit in Jordanien zum Tode verurteilt worden war für seine Rolle bei der Ermordung eines jordanischen Diplomaten 1994 in Beirut.
Am 19. August 2002 berichtete zuerst die palästinensische Zeitung Al-Ajjam, dass Abu Nidal drei Tage zuvor in seiner Bagdader Wohnung Selbstmord begangen habe. Am 21. August gab der Direktor des irakischen Geheimdienstes eine Pressekonferenz, bei der Fotos des blutigen Körpers Abu Nidals und ein Obduktionsbericht präsentiert wurden, die beweisen sollten, dass er an einer einzigen Schussverletzung, einem Kopfschuss durch den Mund, gestorben sei. Geheimdienstmitarbeiter hätten Abu Nidal in seiner Wohnung aufgesucht und ihn aufgefordert, sie zu einem Verhör zu begleiten. Mit der Bitte, sich etwas anziehen zu dürfen, habe er sich in sein Schlafzimmer zurückgezogen und sich in den Mund geschossen. Nach acht Stunden Intensivbehandlung sei er im Krankenhaus gestorben. Internationale Experten und palästinensische Weggefährten äußerten jedoch erhebliche Zweifel an der offiziellen irakischen Darstellung und gingen von einer Ermordung Abu Nidals aus.

## Chronologie der Attentate
(überschneidet sich mit ANO)
- September 1973: Besetzung der saudischen Botschaft in Paris.
- Dezember 1973: Anschlag auf ein Passagierflugzeug der US-Fluggesellschaft PanAm und das Terminal am Fiumicino International Airport in Rom.[5]
- 1976:
  - September: Besetzung des Semiramis Hotels in Damaskus. Zwei der Terroristen werden später öffentlich gehängt.
  - Oktober: Anschläge auf syrische Botschaften in Islamabad (Pakistan) und Rom (Italien).
  - November: Anschlag auf das Intercontinental Hotel in Amman, Jordanien.[6]
  - Dezember: Versuchte Ermordung des syrischen Außenministers Abd al-Halim Chaddam in Damaskus und fehlgeschlagener Anschlag auf die syrische Botschaft in İstanbul.
- 1977:
  - Oktober: Attentat auf den syrischen Außenminister Abd al-Halim Chaddam während des Auslandsaufenthaltes in Abu Dhabi (V.A.E. – Vereinigte Arabische Emirate). Der Außenminister der V.A.E Saif Ghobash wird bei dem Anschlag getötet.[7]
- 1978:
  - Januar: Attentat auf den PLO-Repräsentanten in London.
  - Februar: Der Präsident der Konferenz der Organisation für Solidarität der Völker Afrikas, Asiens und Lateinamerikas, der ägyptische Journalist Youssef al-Seba'i wird ermordet.
  - Juni: Attentat auf den PLO-Vertreter in Kuwait City.
  - August: Attentat auf den PLO-Repräsentanten Izz al-Din al-Kalak in Paris und Anschlag auf das PLO-Büro in Islamabad (Pakistan).
- Juli 1980: Anschlag auf eine jüdische Schule in Antwerpen.
- 1981:
  - Mai: Attentat auf Heinz Nittel, Leiter der österreichisch-israelischen Freundschaftsvereinigung in Wien.
  - Juni: Attentat auf den PLO-Vertreter Naim Khader in Brüssel.
  - August: Anschlag auf die Synagoge in Wien tötet 2 Menschen und verletzt 17 weitere Personen.
- 1982:
  - Juni: Versuchtes Attentat auf Schlomo Argov den israelischen Botschafter in London.
  - August: Anschlag mit Maschinengewehren auf das jüdische Restaurant „Jo Goldenberg“ in Paris. Versuchte Anschläge auf den Konsul der Vereinigten Arabischen Emirate in Bombay (Indien) und auf einen kuwaitischen Diplomaten in Karatschi (Pakistan).
  - September: Attentat auf einen kuwaitischen Diplomaten in Madrid und Anschlag auf die Große Synagoge in Brüssel.
  - Oktober: Terroristen mit Maschinengewehren und Handgranaten bewaffnet überfallen die Große Synagoge von Rom und töten ein Kind, zehn Personen werden verletzt.
- 1983:
  - April: Attentat auf den PLO-Vertreter Issam Sartawi (1935–1983) der als Beobachter an der Konferenz der Sozialistischen Internationale in Lissabon teilnahm. In der Lobby des Hotel Montchoro in Albufeira, Portugal, wurde Sartawi getötet.
  - Oktober: Ermordung des jordanischen Botschafters in Neu-Delhi (Indien) und des Botschafters in Rom.
  - Dezember: Attentat auf den jordanischen Botschafter in Madrid.
- 1984:
  - Februar: Attentat auf den Botschafter der Vereinigten Arabischen Emirate in Paris.
  - März: Attentat auf einen britischen Diplomaten in Athen. Versuchter Bombenanschlag auf das Intercontinental Hotel in Amman, während des Besuchs von Elisabeth II. in Jordanien.
  - Oktober: Versuchtes Attentat auf einen Diplomaten der Vereinigten Arabischen Emirate in Rom.
  - November: Bombenanschlag auf ein Büro der Fluggesellschaft British Airways in Beirut.
  - Dezember: Attentat auf einen jordanischen Diplomaten in Bukarest. Bombenanschlag und Attentate auf die PLO-Vertreter Hani al-Hassan und Fahed Kawasmeh in Amman.
- 1985:
  - März: Bombenanschläge auf die Büros der jordanischen Fluggesellschaft ALIA in Rom (Italien), Athen (Griechenland) und Nikosia (Zypern).
  - April: Raketenangriff auf ein Passagierflugzeug der jordanischen Fluggesellschaft ALIA beim Start in Athen. Die Rakete explodiert nicht, hinterlässt aber ein Loch im Flugzeugrumpf. Auch auf die jordanische Botschaft in Rom wird ein Raketenangriff verübt.
  - Juli: Versuchter Bombenanschlag auf die US-Botschaft in Kairo. Bombenanschlag auf die Büros der Fluggesellschaft British Airways und ALIA in Madrid. Bei den Anschlägen stirbt eine Person und 29 werden verletzt. Handgranatenanschlag auf das Café de Paris in Rom, dabei werden 38 Personen verletzt.
  - November: Ein Passagierflugzeug der Egypt Air wird von arabischen Terroristen entführt. Auf dem Flughafen Malta erstürmt eine Sondereinheit der ägyptischen Sicherheitskräfte das Flugzeug. Dabei sterben 66 Menschen. Verantwortlich für den Anschlag wird die ANO gemacht.
  - Dezember: Libyen unterstützt die Terroristen Abu-Nidal-Organisation – logistisch bei den Anschlägen auf den Flughäfen Wien-Schwechat und Rom-Fiumicino. Bei den fast zeitgleichen Anschlägen auf die Schalter der israelischen Fluggesellschaft El Al werden 19 Personen getötet, darunter 5 US-Amerikaner und 120 zum Teil schwer verletzt. Die 3 Terroristen vom Wiener Anschlag werden nach kurzer Flucht gestellt, im Feuergefecht mit der Polizei stirbt ein Attentäter, die beiden anderen werden angeschossen und verhaftet.[8][9][10]
- 1986:
  - April: Sprengstoffanschlag auf ein US-Passagierflugzeug des Typs Boeing 727 der Fluggesellschaft TWA mit 111 Fluggästen auf dem Flug 840 von Rom über Athen nach Kairo. Zwischen Korfu und Korinth explodiert eine Bombe an Bord und reißt ein Loch in die Maschine. 4 Passagiere werden dadurch herausgeschleudert. Der Pilot kann das Flugzeug in Athen notlanden.
  - September: Anschlag auf die Besucher der türkischen Neve-Schalom-Synagoge in İstanbul mit Maschinengewehren und Handgranaten, dabei sterben 25 Menschen. Der Anschlag war ein Racheakt für die israelische Aktion in einem Miliz-Lager im Südlibanon.
- November 1987: Entführung einer Yacht mit 8 belgischen Bürgern an Bord nach Libyen.
- Mai 1988: Zeitgleiche Anschläge auf das Acropole Hotel und das Hotel Sudan Club in Khartum (Sudan), dabei werden 8 Personen getötet und 21 verletzt.
- Januar 1991: Attentat auf den stellvertretenden PLO-Chef Salah Khalaf und den Fatah-Kommandeur Abu el-Hol in Tunis.
- Dezember 1998: Verlegung des Hauptquartiers der ANO in die irakische Hauptstadt Bagdad.
- August 2002: Abu Nidal wird in Bagdad in einem Appartement tot aufgefunden.